# Авилес, Эдуардо
Рафаэль Эдуардо Авилес Ламби (исп. Rafael Eduardo Avilés Lambie; 19 апреля 1948, Сантьяго) — чилийско-парагвайский предприниматель и ультраправый антикоммунистический активист. Участник подпольной борьбы против правительства Сальвадора Альенде, считается боевиком PyL, причастным к убийству генерала Шнайдера. Эмигрировал из Чили в Парагвай, создал животноводческий агробизнес. Был убеждённым сторонником стронистского режима. Получил широкую известность в 2009, призвав к созданию вооружённых отрядов для борьбы против коммунистов и ультралевых повстанцев, фактически — к свержению президента Фернандо Луго. Известен также как игрок в поло, основатель парагвайской федерации этого вида спорта.

## Подпольщик в Чили
Родился в семье предпринимателя. Учился на агронома в Католическом университете Чили. Придерживался крайне правых антикоммунистических взглядов.
В 1970 к власти в Чили пришла левая коалиция Народное единство во главе с Сальвадором Альенде. Семья Авилеса подверглась преследованиям со стороны ультралевой группировки MIR, была конфискована семейная собственность.
По информации различных СМИ, опирающихся на источники чилийской юстиции, Эдуардо Авилес примыкал к ультраправой организации Родина и свобода. Участвовал в подпольно-террористической борьбе против правительства Альенде. Был причастен к убийству генерала Рене Шнайдера. После этой акции в ноябре 1970 Авилес бежал в Аргентину, оттуда в январе 1971 перебрался в Парагвай, где у власти находился близкий Авилесу стронистский режим Альфредо Стресснера.
Сам Эдуардо Авилес не признаёт обвинений в террористической деятельности.

## Предприниматель в Парагвае

### Скотоводческий бизнес
В Парагвае Эдуардо Авилес женился, обзавёлся семьёй и успешно занялся сельскохозяйственным предпринимательством. Укоренившись в парагвайском хозяйстве и обществе, он не стал возвращаться в Чили после свержения Альенде и прихода к власти Аугусто Пиночета. В интервью чилийскому корреспонденту (пропиночетовской позиции) 1977 Авилес сказал, что вполне может быть полезен для Чили, находясь в Парагвае. По его словам, он избрал для проживания «тихую страну, где нет грабежей и нападений» (такая идиллическая характеристика не вполне совпадала с реальностью).
Эдуардо Авилес начал бизнес с посредничества в мясной торговле. В 1975 он учредил собственную агрокомпанию Feria de los Ganaderos S.A. (FEGASA). Ввёл новые технологические и маркетологические методы скотоводческого бизнеса. За четверть века структура Авилеса выдвинулась в крупнейшие предприятия парагвайского животноводства. На аукционах, организованных FEGASA было продано до 25 % поголовья скота, реализованного в Парагвае. В 2001 FEGASA самоликвидировалась, Авилес занялся совместным бизнесом с чилийскими компаниями Quinto Cuarto SRL и BIOGAN SRL, является их акционером. Он владеет также несколькими гектарами земли в разных регионах Парагвая, занимается разведением крупного рогатого скота. Является влиятельным членом Сельскохозяйственной ассоциации Парагвая (Asociación Rural del Paraguay, ARP).
В 1989 Эдуардо Авилес организовал в Парагвае команду поло. Является президентом Парагвайской федерации поло, представляет Парагвай в международной федерации этого вида спорта.

### Политические связи
В парагвайской политике Эдуардо Авилес до конца 2000-х публичного участия не принимал, однако был решительным сторонником Альфредо Стресснера и партии Колорадо. Авилес поддерживал деловые связи с представителями чилийских ультраправых. Принимал в Асунсьоне генерала Роберто Марамбио, организатора убийства Шнайдера. Контактировал с послом Чили в Парагвае генералом Хулио Серхио Польони Пересом. Для деловых встреч и собраний чилийских представителей в Асунсьоне использовался офис FEGASA.
В 1978 обострились отношения Пиночета с чилийскими ультраправыми, происходящими из «Родины и свободы». Из Правительственной хунты был выведен их сторонник генерал Густаво Ли Гусман. Тогда же чилийские власти потребовали экстрадиции Авилеса для суда по делу об убийстве Шнайдера. Однако в 1983 парагвайский суд отказал в этом требовании.

## Антикоммунистический призыв
В 2008 президентом Парагвая был избран кандидат левых сил Фернандо Луго. Эдуардо Авилес усмотрел в этом параллель с событиями 35-летней давности — приходом к власти Сальвадора Альенде в Чили. Это побудило непримиримого ультраправого антикоммуниста Авилеса выступить с публичными заявлениями. Он с тревогой призывал серьёзно отнестись к ситуации: «коммунистическое», по его мнению, президентство Луго совпало с активизацией левацкой геррильи в некоторых районах Парагвая и включилось в цепь правительств «социализма XXI века» — венесуэльского Уго Чавеса, боливийского Эво Моралеса, эквадорского Рафаэля Корреа, кубинского братьев Кастро.
Эдуардо Авилес призвал создать Comando anticomunista Paraguayo (CAP) — Парагвайскую антикоммунистическую команду — отряды для вооружённой борьбы с коммунистами, к которым он причисляет и Луго с его сторонниками. Авилес призвал собрать вначале «хотя бы двадцать человек в брюках», вооружить «этих доблестных мужчин» винтовками AR-15 и автоматами АК-47 и «покончить с бандитами и марксистской командой партизанского священника Луго». Обращался он прежде всего к жителям департамента Сан-Педро, где имеет деловые интересы, многочисленных друзей и партнёров по ARP.
Тексты Эдуардо Авилеса были выдержаны в жёсткой и страстной тональности. Он заявлял о своей любви к Парагваю как второй родине, где живут его дети и внуки, призывал не повторять чилийских ошибок начала 1970-х, не допустить развязывания классовой войны — а для того принять упреждающие меры, выступить с оружием в руках против «жаждущей крови коммунистической орды».
Эти выступления сделали Эдуардо Авилеса заметной фигурой парагвайской политики. Представители правых сил поддержали его и призвали покончить с ультралевым терроризмом. Но либеральные авторы расценили предложение Авилеса как возврат к временам парамилитарных формирований и партийных милиций (типа Macheteros Пастора Коронеля, Garroteros Рамона Акино, GAA Эухенио Хаке). Его проект CAP характеризовали как несообразный XXI веку и сравнивали не только с GAA, но с аргентинским Triple A, колумбийскими UAC и даже итальянскими чернорубашечниками.
Парагвайские коммунисты напомнили в этой связи о давнем влиянии ВАКЛ, связях Авилеса с генералом Лино Овьедо и партией UNACE, положении Авилеса в ARP. Данную тенденцию они охарактеризовали как фашистскую. Интересно, что коммунисты указали при этом на опасность не только для левых сил, но и для еврейской общественности.
В 2012 Фернандо Луго был отстранён от власти путём парламентского импичмента. После этого Эдуардо Авилес отошёл от политической активности.